# Petrus Johannes Waardenburg
Petrus Johannes Waardenburg (* 3. Juni 1886 in Nijeveen; † 23. September 1979) war ein niederländischer Augenarzt und Genetiker.

## Leben
Nach seinem Medizinstudium an der Universität Utrecht bildete sich Waardenburg in der Augenheilkunde weiter. Er promovierte über die erblichen Grundlagen der physiologischen und pathologischen Eigenschaften des Auges. Den erblich verursachten Augenerkrankungen widmete er sein besonderes Interesse. Schon 1932 vermutete er, dass dem Down-Syndrom eine Chromosomenaberration zugrunde liegen könnte. Diese Tatsache wurde erst 27 Jahre später von Jérôme Lejeune und Kollegen bestätigt. 1936 habilitierte Waardenburg in Humangenetik. Jedoch erst 1952 im Alter von 66 Jahren wurde er auf den Lehrstuhl für Genetik am Institut für Präventive Medizin in Leiden berufen. Während der deutschen Besatzung Hollands trat Waardenburg der Rassenpolitik Nazi-Deutschlands entgegen.

## Werk
Waardenburgs Name ist mit verschiedenen angeborenen erblich bedingten Fehlbildungssyndromen verbunden, die von ihm erstmals beschrieben wurden und heute unter den Namen Waardenburg-Syndrom 1-4 bekannt sind.
Außerdem hat er verschiedene Krankheitsbilder erstmals beschrieben wie das Anophthalmie-Syndaktylie-Syndrom sowie die Zentrale areoläre Aderhautdystrophie.